# Alejandro Sotillos Miarnau
Alejandro Sotillos Miarnau (Madrid, 28 de enero de 1998), más conocido como Sotillos, es un futbolista español que juega como defensa en el Hércules de Alicante CF

## Trayectoria
imera Federación de fútbol Españar
a como futbolista empezó en el Club Atlético de Pinto y con apenas 8 años, en el año 2006 ingresaría en la cantera del Real Madrid para jugar en categoría benjamín. El defensa que puede actuar de lateral y central iría escalando por todas las categorías inferiores del Real Madrid hasta llegar al Juvenil A del conjunto blanco, donde a las órdenes de Guti sería campeón de la Copa de Campeones, conquistaría la Copa del Rey en Calahorra y fue semifinalista en la UEFA Youth League durante la temporada 2016-17.
En julio de 2017 el jugador es cedido a la UD Logroñes de Segunda División B durante la temporada 2017-18, con el que disputó 21 partidos (Segunda B y Copa del Rey) en los que logró tres goles.
En verano de 2018 el defensa regresa al Real Madrid Castilla, pero el club blanco cede al defensa al Club de Fútbol Fuenlabrada de la Segunda División B para disputar la temporada 2018-19, en la que disputó 24 partidos (todos de titular bajo las órdenes de Mere), pero se lesionó de gravedad en la penúltima jornada, al sufrir una rotura de ligamento cruzado anterior evitó que disfrutara de la eliminatoria de ascenso.
En diciembre de 2019, el defensa polivalente regresa al Fernando Torres para jugar en LaLiga 1|2|3 llegando libre al conjunto fuenlabreño firmando hasta el 30 de junio de 2022.
El 2 de febrero de 2020, hace su debut en LaLiga 1|2|3 en una derrota por cero goles a uno frente al Girona FC, disputando 61 minutos de encuentro.
Después de seis temporadas en el Club de Fútbol Fuenlabrada, el 10 de junio de 2024, firma por el Hércules C.F. de la Primera Federación RFEF.

## Clubes
| Club                                | País   | Año       |
| ----------------------------------- | ------ | --------- |
| Real Madrid Castilla                | España | 2017      |
| UD Logroñes (cedido)                | España | 2017-2018 |
| Club de Fútbol Fuenlabrada (cedido) | España | 2018-2019 |
| Real Madrid Castilla                | España | 2019      |
| Club de Fútbol Fuenlabrada          | España | 2019-2024 |
| Hércules C.F.                       | España | 2024-Act. |